# 阿拉瓜德巴塞隆納

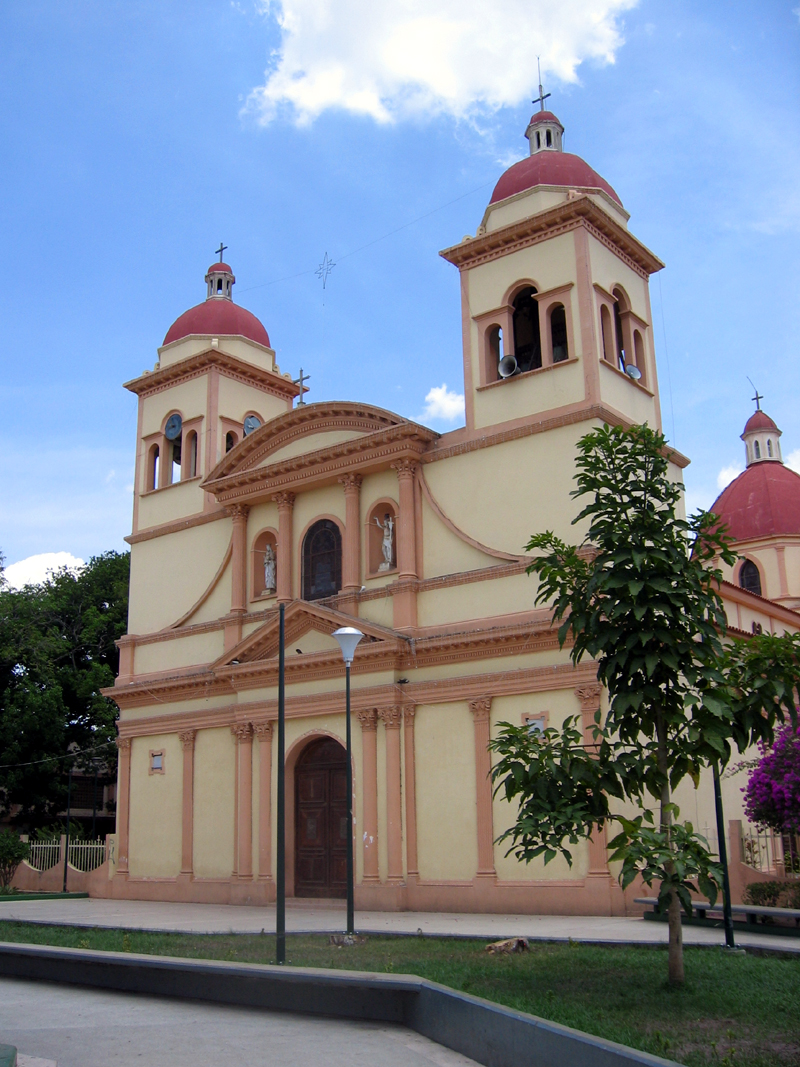
圣胡安包蒂斯塔教堂，阿拉瓜-德巴塞罗那。

9°27′27″N 64°49′34″W / 9.45750°N 64.82611°W
阿拉瓜-德巴塞隆納（西班牙語：Aragua de Barcelona），是委內瑞拉的城鎮，位於該國東北部安索阿特吉州，是阿拉瓜市的首府，始建於1735年，面積67平方公里，海拔高度104米，人口27,025，人口密度為每平方公里10.3人。